# Томатна паста

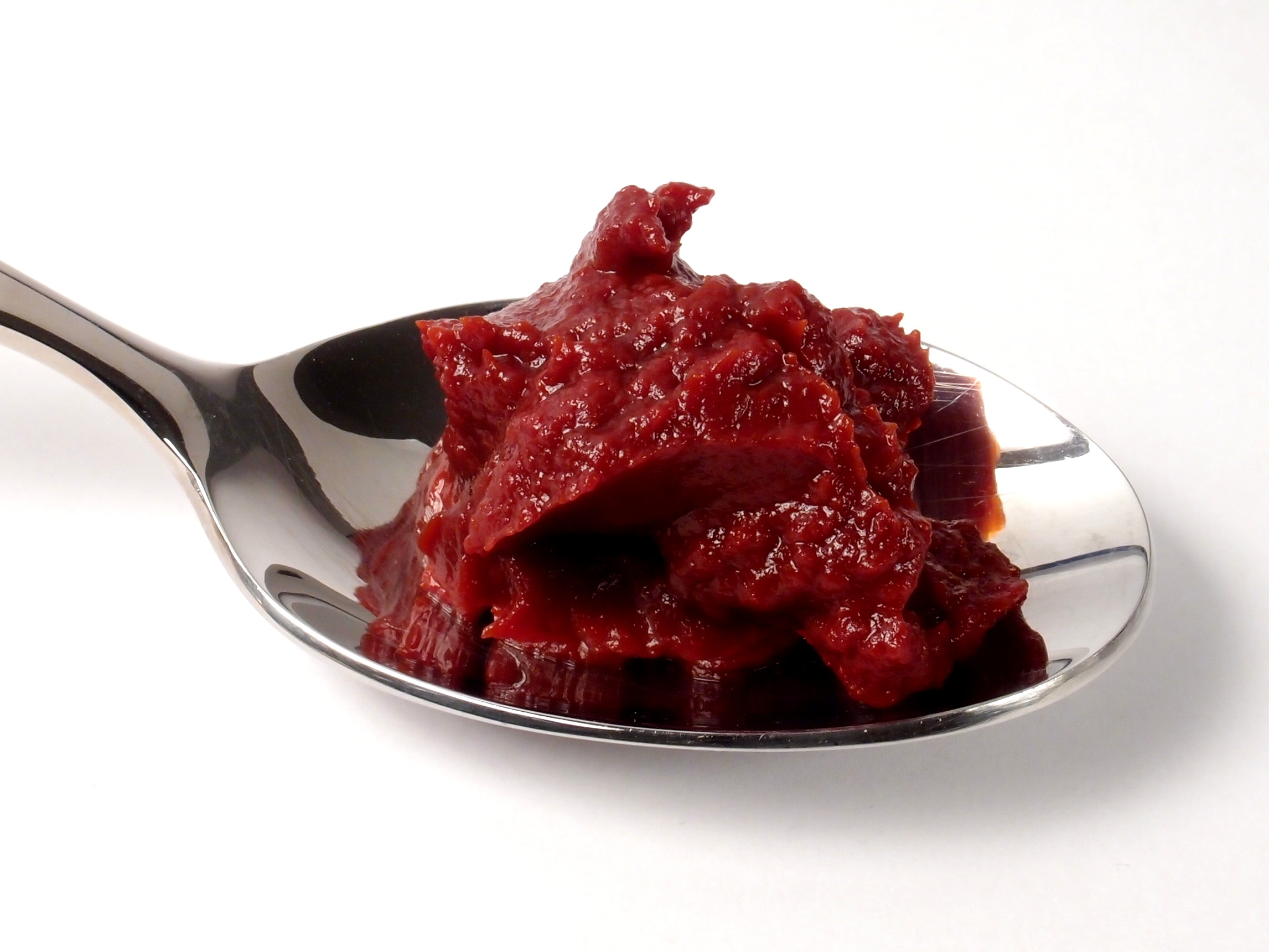
Томатна паста

Томатна паста (томат-паста) — продукт, який готується зі стиглих помідорів (томатів)  шляхом протирання і уварювання їх до концентрованої маси, з вмістом сухих речовин від 25 до 40%. Томат-паста (несолона) виробляється вищого та 1-го ґатунків і випускається в жерстяних або скляних банках різної ємності. У бочках випускається томат-паста солона; кількість солі за стандартом повинно бути не більше 10%. Томат-паста солона містить від 27 до 37% сухих речовин. Колір томат-пасти вищого ґатунку повинен бути оранжево-червоним. Для 1-го ґатунку допускається коричневий відтінок.
Залежно від умов виробництва може використовуватися для виготовлення кетчупу або відновленого томатного соку. Використовується як основа соусу для піци. У невеликих кількостях використовується для збагачення аромату соусів.
В Україні є кілька виробників томатної пасти. Один з найвідоміших — ТОВ "Чумак". Найбільший виробник томатної пасти станом на 2013 рік — Волиньхолдинг (ТМ Торчин), близько 50%.